# ʿAbd al-Hādī Qandīl
ʿAbd al-Hādī Qandīl (in arabo عبد الهادي قنديل‎?; Al Zarqa, 2 marzo 1935 – 23 marzo 2019) è stato un politico e ingegnere egiziano, che dal 1984 al 1991 è stato ministro del petrolio.

## Biografia
Si laurea alla Facoltà di Scienze dell'Università di 'Ayn Shams nel 1956 e inizia a lavorare come chimico presso la Petroleum Pipelines Company. Lavora poi come direttore del controllo qualità dell'Egyptian General Petroleum Corporation (EGCP), dove nel 1964 diventa responsabile del programma economico dell'azienda. Nello stesso anno si diploma alla Scuola di Studi Superiori sugli Idrocarburi di Milano. Nominato a capo delle operazioni nella EGPC, si occupa della gestione delle risorse petrolifere durante la Guerra dei sei giorni nel 1967. Dal marzo 1973 presiede la direzione per la produzione e la raffinazione del petrolio. In seguito diventa membro egiziano del consiglio di amministrazione dell'Arab Maritime Petroleum Transport Company, di proprietà dell'Organizzazione dei Paesi Arabi Esportatori di Petrolio e partecipa ai lavori del National Investment Bank Directors, del Petroleum Research Council e del consiglio della Facoltà di Scienze dell'Università di 'Ayn Shams.
Nell'ottobre 1980 è nominato alla presidenza della Egyptian General Petroleum Corporation, finché non diventa ministro del petrolio dal 1984 al 1991.